# Reiichi Mikata
Reiichi Mikata (三ヶ田 礼?, Mikata Reiichi; 14 gennaio 1967) è un ex combinatista nordico giapponese.

## Biografia
In carriera prese parte a due edizioni dei Giochi olimpici invernali e vinse la medaglia d'oro nell'edizione di Albertville 1992 nella gara a squadre.

## Palmarès

### Olimpiadi
- 1 medaglia:
  - 1 oro (gara a squadre ad Albertville 1992)

### Mondiali
- 1 medaglia:
  - 1 bronzo (gara a squadre a Val di Fiemme 1991)